# Versols-et-Lapeyre
Versols-et-Lapeyre è un comune francese di 446 abitanti situato nel dipartimento dell'Aveyron nella regione dell'Occitania.

## Società

### Evoluzione demografica
Abitanti censiti